# Wintzenheim
Wintzenheim là một xã trong tỉnh Haut-Rhin, vùng Grand Est ở đông bắc Pháp. Xã này có diện tích 18,97 km², dân số năm 2006 là 7879 người. Khu vực này có độ cao 230 mét trên mực nước biển.